# Alfonsiella bergi
Alfonsiella bergi är en stekelart som beskrevs av Wiebes 1988. Alfonsiella bergi ingår i släktet Alfonsiella och familjen fikonsteklar.
Artens utbredningsområde är Zambia. Inga underarter finns listade i Catalogue of Life.